# 青山ゆい
青山 ゆい（ あおやま ゆい、1986年1月23日 - ）は、日本のAV女優、ストリッパー、ヌードモデル。エルプロモーション所属。
趣味、特技：料理、チアリーディング。

## 略歴
- 2007年に『たわわな極乳 青山ゆい』でAVデビュー。
- 2008年9月21日に東洋ショー劇場でストリッパーとしてデビュー。
- また、不定期で撮影会のヌードモデルとしても活躍している。

## 作品

### アダルトビデオ
2007年
- たわわな極乳（9月28日、クリスタル映像）
- 女乳（10月26日、クリスタル映像）
- コスプレ召使い（11月30日、クリスタル映像）
- 変態志願（12月7日、クリスタル映像）

2008年
- A級乳犯（1月1日、クリスタル映像）
- TOKYO風俗地下クラブ（3月15日、トップワン）
- 104cm Iカップ わたしのコレ、どうしましょう?（4月15日、ワープエンタテインメント）
- 爆乳二人は顔射好きインテリ濃厚マニア（4月19日、クロス）
- W-QUEEN 2 （4月20日、ジェイモデル）
- BOING.104 Icup 青山ゆい 09 （5月5日、ドリームチケット）
- 一撃!!舌上発射（6月15日、ワープエンタテインメント）
- 巨乳×爆乳 GRANDPRIX DX 3（6月27日、クリスタル映像）
- おっぱい ～OL秘書虐め～ （8月7日、桃太郎映像）
- 巨乳泡嬢 （8月13日、マルクス兄弟）
- 尻コキ尻もみ尻ズリ発射（8月13日、マルクス兄弟）
- 104cm Icup 青山ゆい 潮吹きデート巨乳目線 4（8月21日、ディープス）
- 104cmIcup 93cmHcup 92cmIcup 爆乳×潮吹き×大乱交 ゆい あおい りな（10月19日、OPPAI ［おっぱい］）
- 爆乳インパクト 104cmIcup （10月19日、ミスター・インパクト）
- ［フェラコレ★ナンパ編］ 12人のフェラ好きギャル!（11月8日、隼エージェンシー）
- 乳王 ～爆乳天使2009アワード8人勢揃い!!!～（11月22日、桃太郎映像出版） ※AVグランプリ2009 エントリー作品
- ULTRA BIG TITS（12月11日、プレステージ）

2009年
- 超人気爆乳モデル Iカップ104cm 青山ゆい 個人撮影会で即写危機一発（1月30日、チェリーズ）
- Gcup 爆乳（2月6日、NEEDS）
- 陵辱巨乳妻（3月5日、HIBINO）
- 募集人妻中出し志願（4月17日、TMA）
- みるスポ!（5月7日、みるきぃぷりん♪）
- 人妻拘束連続アクメ調教 2（5月15日、BURST）
- エロい女のピストンマ●コとイヤラシい腰使い 6 絶頂限界ディルドゥオナニー（5月22日、AFRO FILM）
- 人妻看護士（6月25日、Muscat）
- 人妻宅配致します（6月25日、Muscat）
- 触手アクメ 8（7月23日、SOFT ON DEMAND）
- 尻コキ射精天国 3（9月18日、実録出版）
- 海の家で接客中に客に隠れてイカされまくり!! on the ビキニ!（9月19日、SOFT ON DEMAND）
- 新奴隷島 第八章 20年ぶりの奴隷島（11月7日、龍縛）
- EroBody Di3 LIMITED EDITION 002（11月25日、DIAMANTE DI DIGITAL*ARK）

2010年
- 猥褻ボディーレズビアン 黒光りする欲張りアクメ（4月19日、アンナと花子）
- The gal’s NIGHT 8 裏ブチアゲPARTY（5月6日、GLORY QUEST）
- kira☆kira BLACK GAL 超デカ黒尻☆圧迫顔騎FUCK（7月19日、kira☆kira）
- キメセク アルコールと媚薬をキメテセックス（8月19日、ドグマ）
- 黒ギャル淫乱ウェットBODY 舐め殺しハードレズ（8月24日、DEEP'S）
- 黒ギャルネイルクリクリオナニー（9月3日、BLACK RIOT）
- 黒ギャルベロベロ接吻マニア（10月1日、BLACK RIOT）
- チ○ポ狂いのイケイケボディコン痴女サークル（10月25日、D）
- 黒ギャル凌辱 嫌悪と屈辱（11月1日、collect）
- 黒ギャルフェラチオ連続発射（11月5日、BLACK RIOT）
- 黒ギャルオイルマッサージ（12月3日、BLACK RIOT）
- DOUBLE（12月3日、flava）

2011年
- 隣りのギャル妻 3 黒ボイン読者モデル中出し凌辱（1月28日、Nadeshiko）
- MOODYZファン感謝祭 バコバコバスツアー2011 ギャルの超ハイテンション大乱交ジャングル!!（2月13日、MOODYZ）
- ギャルテコ II（2月18日、SEX Agent）
- ファイヤー通りのナンバーワンはパークアベニューじゃ別の顔（2月25日、BALTAN）
- EroBody ゆい/104cm Iカップ（3月25日、flava）「ゆい」名義
- eroBodys ムチムチ爆乳お姉さん達（4月25日、digital ark）
- 腰振りギャルの黒尻ズリコキ（5月20日、SEX Agent）
- 黒ギャル痴女の強制寸止め手コキ 〜ガマン汁チョー出てんだけどー〜（6月17日、SEX Agent）

2012年
- 巨乳＆美人ピンクコンパニオン宴会ツアー（4月5日、GLORY QUEST）
- 奇跡の確率で起きた近親相姦ハプニング 偶然息子のチ○ポが挿さって感じちゃったママ 2（5月10日、ROCKET）
- 中出しお義母さんが教えてあげる 息子の白濁スペルマに溺れるオンナたち（5月25日、Muscat）
- レイプされたのに感じちゃうワタシ…自ら尻振る淫乱女（7月15日、濡れマンJAPAN）
- 騎乗位ディルドオナニー（9月7日、digital ark）
- 口だけでイカせてあげる（9月21日、SEX Agent）
- 下着が透けている女性のお尻に興奮してしまい、後をつけてみると… 2（11月9日、DOC）

## 出演

### テレビドラマ
- 殺しの女王蜂 第2話（2013年10月11日、テレビ東京）